# Unarchiver
Unarchiver est un utilitaire permettant la décompression d’archives. C’était un logiciel libre développé par Dag Ågren pour le système Mac OS X jusqu’à la version 3.11 (2016) qui a été racheté par MacPaw et transformé en logiciel propriétaire. L’ancien code peut être compilé pour fonctionner sur d’autres systèmes comme GNU/Linux, FreeBSD, NetBSD ou OpenBSD.
Unarchiver est le premier logiciel libre capable de lire et extraire des archives au format propriétaire RAR version 3. Dans un communiqué publié sur son site le 10 mai 2011, la FSF invitait la communauté du logiciel libre d’utiliser cet outil pour l’extraction d’archives au format RARv3.

## Formats
L'utilitaire supporte différents formats, parmi lesquels GNU tar (.gtar), tar, GNU zip (.gz), zip, bzip2, RAR.

## Utilitaires en ligne de commande
Les commandes unar and lsar permettent l’extraction des données pour la première, le listage des archives pour la seconde.

## Implémentation
La Free Software Foundation avait publiquement remercié l’auteur de ce logiciel. Le code étant distribué sous licence LGPL, il pouvait dès lors servir de base à d’autres logiciels du même genre. L’utilitaire File Roller l’a implémenté depuis la sortie de GNOME 3.6.